# Spermophorides
Spermophorides és un gènere d'aranyes araneomorfes de la família dels fòlcids (Pholcidae). Fou descrit per primera vegada l'any 1992 per Wunderlich.
La seva distribució és el sud d'Europa i el nord d'Àfrica, especialment per les illes de la Macaronèsia. Moltes de les espècies de Spermophorides –el desembre de 2018 eren 23 espècies– són endèmiques de les Illes Canàries. Una, S. selvagensis, ho és de les Illes Salvatges. A Espanya n'hi ha sis: S. elevata, S. huberti, S. mammata, S. mediterranea, S. petraea i S. valentiana.

## Taxonomia
Segons el World Spider Catalog, dins del gènere Spermophorides hi ha 34 espècies reconegudes amb data del desembre de 2018:
- Spermophorides africana Huber, 2007 — Tanzània
- Spermophorides anophthalma Wunderlich, 1999 — Illes Canàries
- Spermophorides baunei Wunderlich, 1995 — Sardenya
- Spermophorides caesaris (Wunderlich, 1987) — Illes Canàries
- Spermophorides cuneata (Wunderlich, 1987) — Illes Canàries
- Spermophorides elevata (Simon, 1873) — Mediterrània Occidental
- Spermophorides esperanza (Wunderlich, 1987) — Illes Canàries
- Spermophorides flava Wunderlich, 1992 — Illes Canàries
- Spermophorides fuertecavensis Wunderlich, 1992 — Illes Canàries
- Spermophorides fuerteventurensis (Wunderlich, 1987) — Illes Canàries
- Spermophorides gibbifera (Wunderlich, 1987) — Illes Canàries
- Spermophorides gomerensis (Wunderlich, 1987) — Illes Canàries
- Spermophorides hermiguensis (Wunderlich, 1987) — Illes Canàries
- Spermophorides heterogibbifera (Wunderlich, 1987) — Illes Canàries
- Spermophorides hierroensis Wunderlich, 1992 — Illes Canàries
- Spermophorides huberti (Senglet, 1973) — Espanya, França
- Spermophorides icodensis Wunderlich, 1992 — Illes Canàries
- Spermophorides lanzarotensis Wunderlich, 1992 — Illes Canàries
- Spermophorides lascars Saaristo, 2001 — Seychelles
- Spermophorides mamma (Wunderlich, 1987) — Illes Canàries
- Spermophorides mammata (Senglet, 1973) — Espanya
- Spermophorides mediterranea (Senglet, 1973) — Espanya, França
- Spermophorides mercedes (Wunderlich, 1987) — Illes Canàries
- Spermophorides petraea (Senglet, 1973) — Espanya
- Spermophorides pseudomamma (Wunderlich, 1987) — Illes Canàries
- Spermophorides ramblae Wunderlich, 1992 — Illes Canàries
- Spermophorides reventoni Wunderlich, 1992 — Illes Canàries
- Spermophorides sciakyi (Pesarini, 1984) — Illes Canàries
- Spermophorides selvagensis Wunderlich, 1992 — Illes Salvatges
- Spermophorides simoni (Senglet, 1973) — Còrsega
- Spermophorides tenerifensis (Wunderlich, 1987) — Illes Canàries
- Spermophorides tenoensis Wunderlich, 1992 — Illes Canàries
- Spermophorides tilos (Wunderlich, 1987) — Illes Canàries
- Spermophorides valentiana (Senglet, 1973) — Espanya